# Faculdade de Direito de Franca
Faculdade de Direito de Franca (FDF) é uma instituição pública de Ensino Superior, situada na cidade de Franca, São Paulo. É uma das faculdades de Direito mais antigas do interior paulista. Suas atividades se concentram nas áreas do ensino, da pesquisa e da extensão universitária no Direito.
Atualmente, a instituição tem cerca de 40 professores (sendo 97% mestres e doutores.) 
Em 2018, na sexta edição do Selo OAB Recomenda foram avaliados 1.212 cursos que mais aprovaram no Exame da Ordem. A FDF foi contemplada com o Selo em todas as suas edições. Entre as IES públicas e privadas, a Faculdade de Direito de Franca ocupa hoje, o 7º lugar no Estado de São Paulo e 49º lugar no ranking Brasil (dados do INEP - 2018, o Brasil possui 1.500 Cursos de Direito em funcionamento).
Além do Curso de Graduação em Direito, a FDF também oferece Cursos de Pós-Graduação lato sensu em Direito Processual Civil Empresarial e em Direito Trabalhista e Previdenciário. Oferece ainda, diversos cursos de extensão universitária aos seus alunos, com o objetivo de aprofundar o conteúdo da grade curricular e estimular o aprendizado do Direito. A FDF possui em seu histórico elevado índice de aprovação em concursos públicos ligados à área jurídica.
O veículo oficial de publicação da Faculdade é a Revista Eletrônica da Faculdade de Direito Franca, de publicação semestral, e que visa abarcar as publicações dos docentes e discentes pesquisadores da FDF.

## História

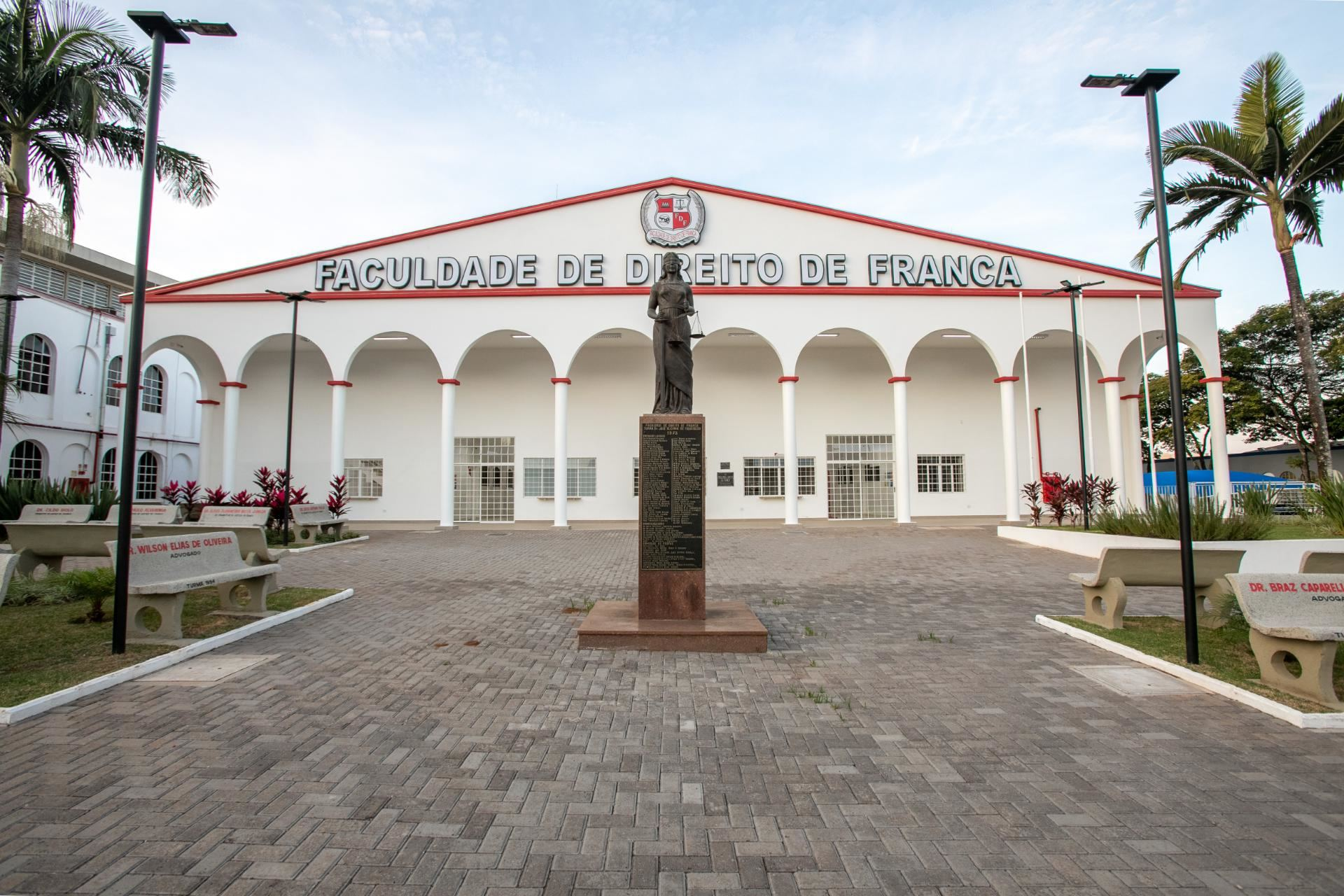
Unidade I - Faculdade de Direito de Franca

Criada pela Lei municipal nº 653, de 8 de agosto de 1957 e sancionada pelo prefeito Onofre Sebastião Gosuen. A Faculdade de Direito de Franca, após obter autorização do Presidente da República Juscelino Kubitschek de Oliveira para seu funcionamento (decreto nº 43.290, de 28.2.1958), foi oficialmente instalada em 28 de março de 1958, sendo nomeado como diretor o Dr. Benedito de Freitas Lino, advogado da prefeitura. A FDF foi reconhecida pelo Decreto Federal 50.126 de 26 de janeiro de 1961.
Até 1960, as aulas eram ministradas em salas cedidas pela Fundação Educandário Pestalozzi. Após algum tempo, a faculdade se transferiu para o Instituto de Educação Torquato Caleiro, situado na rua Líbero Badaró, quando mudou-se para o prédio recém construído da Escola Estadual "Homero Alves". A partir de 1967 o curso funcionou, de forma provisória, em pavilhão do Colégio Nossa Senhora de Lourdes, que encerrara suas atividades a pouco tempo.
Foi através da lei municipal nº 1441, de 20 de setembro de 1966 que a FDF se transformou em autarquia. Em março de 1969 passou a funcionar em sede própria, na Avenida Major Nicácio, em prédio edificado ao lado da Faculdade de Ciências Econômicas (Uni-FACEF) onde até hoje se encontra instalada.
O curso matutino foi criado em 1993, iniciando seu funcionamento no ano seguinte oferecendo 75 vagas. Atualmente, a FDF oferece 300 vagas (150 no período noturno e 150 no período matutino). Os alunos são selecionados por meio de concorrido processo seletivo.

## Convênio com Universidades Estrangeiras
Além da excelência do curso que a FDF oferece a seus bacharelandos, a faculdade ainda possui parceria com universidades estrangeiras para realização de intercâmbio entre alunos, possibilitando uma intensa troca de experiências e aprendizado. Atualmente a Faculdade de Direito de Franca mantém intercâmbio com as Faculdades de Direito de Coimbra, Porto e Minho, em Portugal.

## Assistência Judiciária
Outro diferencial do ensino jurídico oferecido pela FDF é o escritório da Assistência Judiciária que funciona anexo à Faculdade de Direito, possibilitando aos alunos imergir na prática forense, e assegurando o direito da população carente de Franca ao acesso à justiça.
O Departamento de Assistência Judiciária da Faculdade de Direito de Franca iniciou suas atividades em modesta sala junto ao prédio da Faculdade, passando, posteriormente, a funcionar junto ao D. A. XXVIII de Março. Desde julho de 1994 possui instalações próprias ( rua Nabi Haber, s/nº), contando, dentre outras, com sala de recepção e de atendimento ao público, além de seis salas para atendimento individualizado, todas dotadas de computadores ligados em rede ao equipamento central. Dos arquivos existentes, a peça jurídica mais antiga é um requerimento para Suprimento de Idade Núbil, distribuído em 02.11.1976, formulado pelo estagiário Eliseu Florentino Da Mota Júnior sob a coordenação do Dr. Nassim Salomão (que também foi o primeiro secretário da Faculdade de Direito).
A Assistência Judiciária funciona como verdadeiro escritório de advocacia, supervisionada por advogados concursados, oferece oportunidade para os alunos da FDF terem seu primeiro contato com a atividade jurídica. Os alunos são selecionados através de processo seletivo a partir do quarto ano da graduação, sendo remunerados com bolsa estágio.
Atualmente a Assistência Judiciária da FDF mantém convênio com a Defensoria Pública do Estado de São Paulo, recebendo em média 250 ofícios mensais encaminhados pela Defensoria para atendimento de pessoas de baixa renda, com atuação, principalmente, nas áreas da Família e Cível.

## Representação Estudantil
A representação estudantil na FDF é realizada pelo Diretório Acadêmico XXVIII de Março, que é o órgão discente de representação junto à Congregação da Faculdade, bem como pela Associação Atlética Ângelo David de Persicano, que é o órgão responsável pelas atividades esportivas e pela bateria Brejodum.

## Diretores
1. 1958-1960 Benedito de Freitas Lino
2. 1961-1972 Alfredo Palermo
3. 1973-1976 Willian Salomão
4. 1977-1980 Alfredo Palermo
5. 1981-1984 Olintho Santos Novais
6. 1985-1988 Francisco de Lúcio Tesi
7. 1989-1992 Flávio Fernandes Teixeira
8. 1993-1995 William Wanderley Jorge
9. 1996-2000 Wellington José Tristão
10. 2001-2004 Flávio Fernandes Teixeira
11. 2005-2008 Euclides Celso Berardo
12. 2009-2012 Euclides Celso Berardo
13. 2013-2016 Décio Antônio Piola
14. 2017-2020 Décio Antônio Piola
15. 2021-Atual José Sérgio Saraiva